# Vass Csaba
Vass Csaba (Kisvárda, 1948. október 3. –‎ Dunaújváros, 2024. szeptember 9.) társadalomtudós, médiakutató, szociológus, hermeneuta, xenológus.

## Tanulmányok, pályakezdés
1973-ban végzett az ELTE filozófia szakán. 1975-ig a Magyar Alumíniumipari Trösztnél működött szociológusként, Héthy Lajos és Makó Csaba mellett. Emellett a Filozófiai Intézet könyvtárában is dolgozott.

## Politikusi pályája
1975-től egyetemi oktatójának, Császtvay Zoltánnak hívására átment a Pozsgay Imre által vezetett Művelődésügyi Minisztériumba, majd (a minisztérium kettéválasztása után) követte Pozsgayt a Kulturális Minisztériumba, ahol az oktatási ügyek vezetője lett. Ekkor lett az MSZMP tagja. 1982-től, továbbra is Pozsgay munkatársaként a Hazafias Népfront igazgatási önálló osztályának vezetője lett, ebből ő alakította ki a társadalompolitikai osztályt. Jó kapcsolatokat épített a lengyel Szolidaritás mozgalommal. Gorbacsov hatalomra jutása után Vass 1985-ben megalakította a Reformklubok Országos Hálózatát, amelyet egyfajta MSZMP-n belüli ellenzéki szerveződésként definiált. Ennek utódszervezete lett a Társadalompolitikai Tanács. Ez a fórum dolgozta ki 1987 elején kidolgozta a Fordulat és reform c. programot. A Tanácshoz csatlakoztak MSZMP-n kívüli csoportok tagjai is, így pl. Orbán Viktor és Kövér László is.
1987-től az MDF egyik alapító szervezője. Bihari Mihállyal és Kiss Gy. Csabával együtt fogalmazta a lakitelki nyilatkozatot. Bíró Zoltán kérésére mégis az MSZMP-ben maradt, hogy a párton belül a nemzeti érzelmű, baloldali elkötelezettségű erőket egységes platformmá szervezze. A reformköri mozgalom egyik főszervezője, majd a reformkörökből 1989 októberében megalakuló Reformszövetségnek, az MSZMP legnagyobb platformjának egyik vezetője lett.
1989–90 között az újonnan megalakuló MSZP első elnökségének tagja, a Haza és Haladás Platform vezetője. 1990-ben a platform ellenezte Németh Miklós miniszterelnök gazdaságpolitikai programját (az ún. „sokkterápiát”), Németh emiatt kilépett az MSZP elnökségéből. Az 1990-es országgyűlési választások után, novemberben Vass is visszavonult az aktív politikai élettől.

## Szakmai munkássága
2003-2008 között a Károli Gáspár Református Egyetem kommunikáció- és médiatudomány tanszékének vezetője volt. Vezette a Duna Televízió médiakutatási irodáját is.
Jelenleg a Dunaújvárosi Főiskolán és a Szent Korona Szabadegyetemen tanít.

## Művei
- Az utolsó kényszer szavazás. Elemzés a 85-ös "választásokról"; Folió, Bp., 1990
- Hatalom, szakralitás, kommunikáció. Kommunikáció- és médiaelméleti tanulmányok; Kölcsey Intézet, Bp., 2005 (Kölcsey füzetek)[7]
- Míg élők közt leszel élő. Hármaskönyv a globalizációról; Ökotáj, Bp., 2000 (Ökotáj könyvek)[8]
- Bevezető fejezetek a társadalom-gazdaságtanba; Kölcsey Intézet, Bp., 2005 (Kölcsey füzetek)[9]
- Kommunikációelméletek és amik nem azok; AKTI, Bp., 2010 (AKTI füzetek)
- Nyolcvan év Isten tenyerén. Megtartó szeretettel Molnár V. Józsefnek; szerk. Molnár Zoltán, Németh Zsolt, Vass Csaba; Ős-Kép, Bp., 2010